# BRIT Awards 2010
La XXX edizione dei BRIT Awards si tenne nel 2010 presso l'Earls Court. Lo show venne condotto da Peter Kay.

## Vincitori
Di seguito è elencata la lista di tutti gli artisti premiati.
- Cantante maschile britannico: Dizzee Rascal
- Cantante femminile britannica: Lily Allen
- Gruppo britannico: Kasabian
- MasterCard British album: Florence and the Machine - Lungs
- Singolo britannico: JLS - Beat Again
- Rivelazione britannica: JLS
- Rivelazione internazionale: Lady Gaga
- Cantante internazionale maschile: Jay-Z
- Cantante internazionale femminile: Lady Gaga
- Album internazionale: Lady Gaga - The Fame
- Premio della critica: Ellie Goulding
- Premio al produttore: Bernard Butler
- Straordinario contributo alla musica: Pet Shop Boys
- Miglior performance degli ultimi 30 anni: Spice Girls - Wannabe/Who Do You Think You Are
- Miglior album degli ultimi 30 anni: Oasis - (What's the Story) Morning Glory?
- Outstanding Contribution Award: Robbie Williams